# Yamawarawa

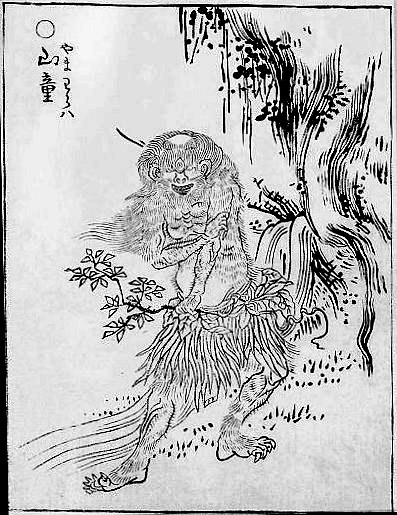
Yamawaro trong tranh Gazu Hyakki Yakō của họa sĩ Toriyama Sekien

Yamawaro, hay còn được gọi là Yamawarawa (やまわろ, やまわらわ) là một loại yêu quái mang hình dáng của một đồng tử xuất phát từ vùng Kyūshū và lan truyền khắp miền Tây Nhật Bản. Tên của loại yêu quái này được viết theo Hán tự là 山童 (âm Hán Việt là "sơn đồng", nghĩa là đứa trẻ trên núi). Yêu quái này được cho là do yêu quái Kappa biến hóa thành và sống trên núi. Ngoài ra còn một loại yêu quái khác, tên được viết là 山わろ nhưng cũng đọc là Yamawaro.

## Khái yếu
Yamawaro là yêu quái mang hình hài của đồng tử, trên đầu có tóc dài màu nâu sẫm, toàn thân có lông nhỏ bao phủ, thân ngắn và đi bằng hai chân dài. Nó còn được cho là nói được tiếng người. Ngoại trừ tỉnh Mie thì ở các địa phương miền Tây Nhật Bản, người ta đều cho rằng con yêu quái Kappa bỏ sông lên bờ, sống trên núi và thay đổi hình dạng thành Yamawaro. Nhất là trong lễ hội Higan mùa thu, nó lên núi sống, trở thành Yamawaro và đến lễ Higan mùa xuân thì lại quay về sông và trở thành Garappa.
Cũng có ý kiến cho rằng việc đi đi về về của Kappa và Yawara là do thần ruộng và thần núi cũng đi về theo khí tiết theo sự thay đổi hai mùa hạ và đông của khí tiết Nhật Bản. Tại tỉnh Miyagi, người ta tin rằng yêu quái Seko buổi chiều đi vào trong núi, đến sáng quay lại sông. Khi Kappa lên núi thì chúng đi thành bầy và men theo mái nhà người ta mà đi. Đường đi của chúng được gọi là Osaki, nếu xây nhà ở đây thì chúng sẽ tức giận mà đục lỗ trên tường. Khi Yawara trở về sông, nếu có ai định đi xem chúng thì sẽ sinh bệnh. 

Người ta cho rằng Yamawaro còn giúp đỡ người đốn cũi. Khi đó chỉ cần mang cơm nắm và rượu ra lễ tạ là nó sẽ giúp đỡ. Ở quận Ashikita tỉnh Kumamoto, khi có nhiều việc đốn cũi thì người ta thường nói "Yama no wakai shū ni tanomuka" (hay là nhờ bọn trẻ trong núi đi) để nhờ Yamawaro giúp đỡ công việc. Ngoài ra, khi tạ lễ vật, dù là cá hay cơm, dù số lượng có ít đi nữa nhưng phải mang đúng loại đã hứa ban đầu ra tạ, nếu không thì Yamawaro sẽ nổi giận. Yamawaro cũng rất thích Sumō như Kappa. Nói còn thích nghịch ác với bò, ngựa, ưa lẻn vào nhà người để tắm trong bồn. Chỗ nào có Yamawaro vào tắm thì nước nổi váng dầu bẩn.
Tại miền Đông Nhật Bản, người ta tin rằng các hiện tượng quái dị trong núi như Tengudaoshi (hiện tượng đi trong rừng nghe tiếng cây đổ, lá rơi xào xạc nhưng không hề có cây đổ hay lá rơi) đều là do thần núi và quỷ Thiên cẩu làm ra nhưng ở miền Tây thì người ta lại tin rằng trò này do Yamawaro bày ra. Có thuyết cho rằng nếu có người mang ý định giết chết Yamawaro thì nó sẽ đọc được ý nghĩ của người đó và chạy mất. Thuyết này là do lẫn với truyền thuyết về yêu quái Hihi vốn có khả năng đọc ý nghĩ của con người. Như đã nói trên, các hiện tượng quái dị về âm thanh trong rừng được cho là trò đùa của Yamawaro tại miền Tây nước Nhật thì ở tỉnh Kumamoto, người ta còn cho rằng ngoài khả năng tạo tiếng cây đổ hay đá rơi, nó còn bắt chước được tiếng hát của người, nhại lại âm thanh đổ đất hay tiếng mìn nổ. Cùng loại với Yamawaro còn có nhiều loại yêu quái khác như Seko, Kashabon, Kinoko. Cũng có thuyết cho rằng yêu quái Yama Jijii và Tatekuri Kaeshi là hai biến tướng phụ của Yamawaro. Người xứ Hidano (nay là tỉnh Gifu) còn gọi nó là Yamagaro, cho rằng nó nó vào núi cướp cơm hộp của tiều phu và bày trò nghịch.